# ニカノル (アンティゴノス朝の将軍)
ニカノル（希：Νικάνωρ、ラテン文字転記：Nicanor、生没年不詳）は、アンティゴノス朝マケドニアの紀元前3世紀末から紀元前2世紀始めにかけての将軍であり、「象」とあだ名された。
ニカノルは第二次マケドニア戦争が勃発する前にアッティカに侵入し、アカデメイアあたりまで荒らした。彼はその時やって来たローマからの伝令と会談し、ギリシア人と戦えば、ローマとも戦うことになろうという伝令の言葉を聞くと撤退した。また、紀元前197年のキュノスケファライの戦いにニカノルは参加したが、ピリッポス5世率いるマケドニア軍はローマ軍に敗れた。それら以前と以降のニカノルの消息については不明である。

## 註
1. ↑  ポリュビオス, XVI. 27
2. ↑  ポリュビオス, XVIII. 24